# 鵎鵼屬
是鴷形目鵎鵼科下的一個屬。本屬物種均分佈於拉丁美洲，目前下屬8個物種。

## 命名歷史
本屬瑞典自然學家卡尔·林奈於其《自然系統》第十版內建立的屬之一。其模式種後續在1826年由愛爾蘭動物學家尼古拉斯·艾爾沃德·維格指定為約翰·弗里德里希·格梅林命名的，即現今的紅嘴巨嘴鳥。
其屬名義大利科學家乌利塞·阿尔德罗万迪於1599年時的一個拼寫錯誤，阿尔德罗万迪當時引用了瑞士博物學家康拉德·格斯纳描述這種鳥類的長喙而使用了（即古希臘文中長喙的意思），而後該拼寫錯誤被林奈沿用其取其喙形。

## 下屬物種
本屬包含以下物種：
| 照片 | 中文俗名   | 學名 | 分佈               |
| ---- | ---------- | ---- | ------------------ |
|      | 红胸巨嘴鸟 |      | 南美中至東部       |
|      | 凹嘴鵎鵼   |      | 千里達島至南美中部 |
|      | 枸櫞喉鵎鵼 |      | 南美北部           |
|      | 乔科巨嘴鸟 |      | 南美西北部         |
|      | 厚嘴巨嘴鸟 |      | 中美洲及南美洲北部 |
|      | 鞭笞鵎鵼   |      | 南美洲中南部       |
|      | 红嘴巨嘴鸟 |      | 亞馬遜盆地         |
|      | 黑嘴巨嘴鸟 |      | 南美洲中及北部     |

## 外部連結
- 维基共享资源上的相關多媒體資源：鵎鵼屬
- 維基物種上的相關：鵎鵼屬